# 国际棉花协会
国际棉花协会（International Cotton Association，英文缩写为ICA）是一个棉花贸易行业协会和不以营利为目的的仲裁机构。
其前身为利物浦棉花协会，成立于1841年英国利物浦，由一批棉花经纪人创建，制定规范原棉销售和买卖的交易规则。
如果交易方根据ICA章程和交易规则进行交易，则在出现合同纠纷时，当事人有权申请ICA仲裁。此项服务是公正和国际公认的。根据1958年6月10日制定的《纽约公约》（《承认及执行外国仲裁裁决公约》），ICA仲裁裁决可以通过国际法规定的外国法院进行强制执行。